# 宁芙

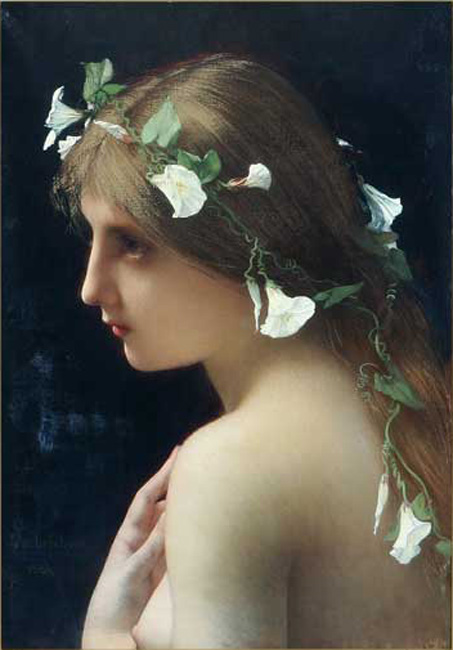
寧芙

寧芙（希臘語：νύμφη，羅馬化：nýmphē）是希腊神话中次要的女神，有時也被翻譯成精靈和仙女，也會被視為妖精的一員，出没于山林、原野、泉水、大海等地。是自然幻化的精灵，一般是美丽的少女的形象，喜欢歌舞。它们不会衰老或生病，但会死去。它们和天神结合也能生出神的不朽的后代。很多宁芙是自由的，有些宁芙会侍奉天神，如阿尔忒弥斯、狄俄尼索斯、阿波罗、荷米斯、潘神。
萨堤尔经常追逐寧芙，与它们一起享乐。宁芙亦曾诱惑海拉斯。

## 種類
她們會依居住地點不同分成：
- 樹寧芙（木精靈、Dryad）
- 水寧芙（水精靈、Naiad）
- 山寧芙（山精靈、Oread）
- 海寧芙（海精靈、Nereid）
- 寧芙（精靈、Nymph）
- 九位女神/繆思（Muse）
- 拉姆帕德斯（Lampas/Lampades）

## 艺术作品

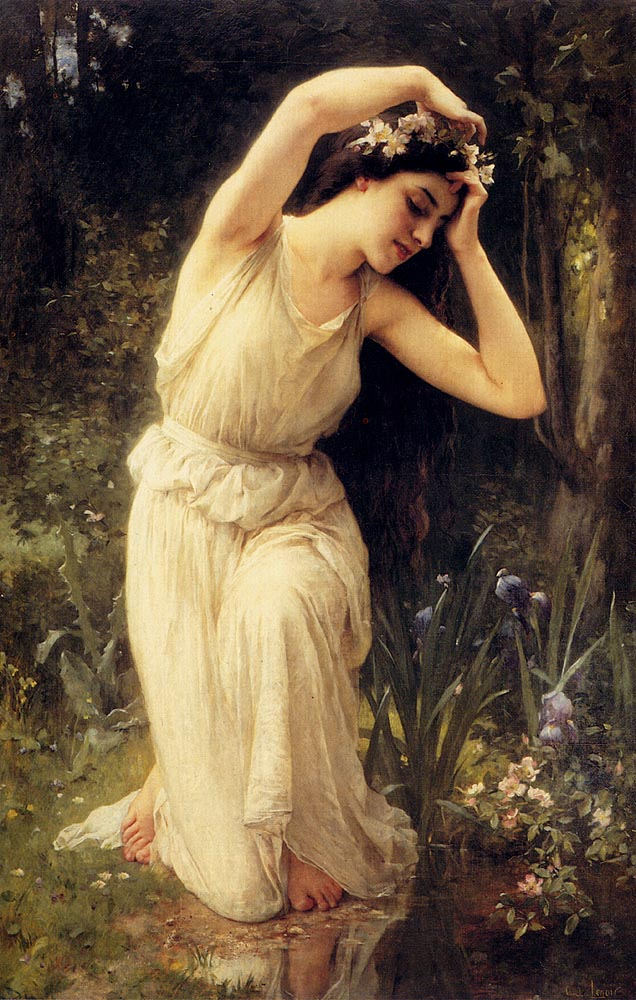
《林中的寧芙》查尔斯·阿玛布尔·勒努瓦
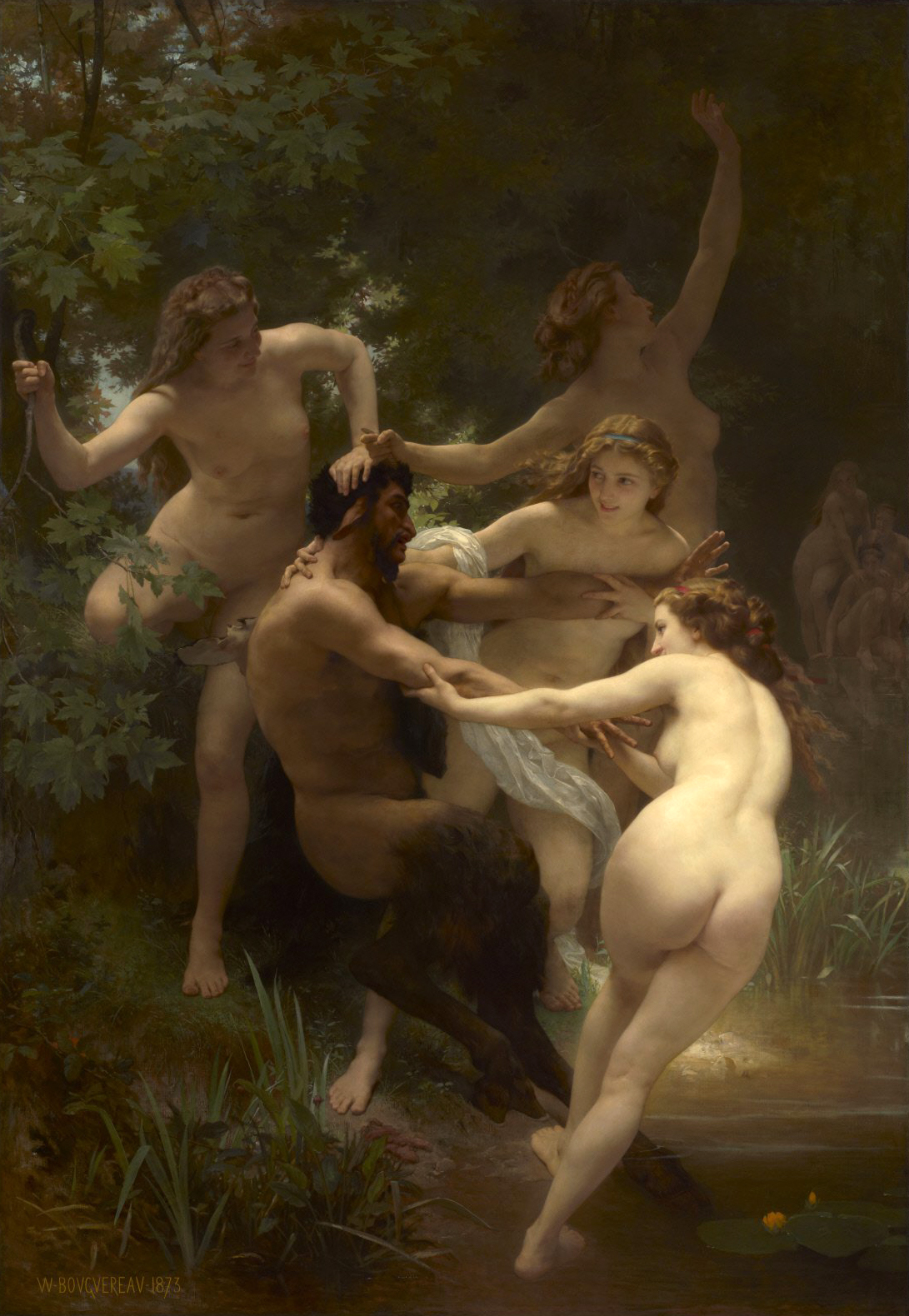
《宁芙与萨堤尔》 威廉·阿道夫·布格羅作品 （Nymphs and Satyr） 1873年。
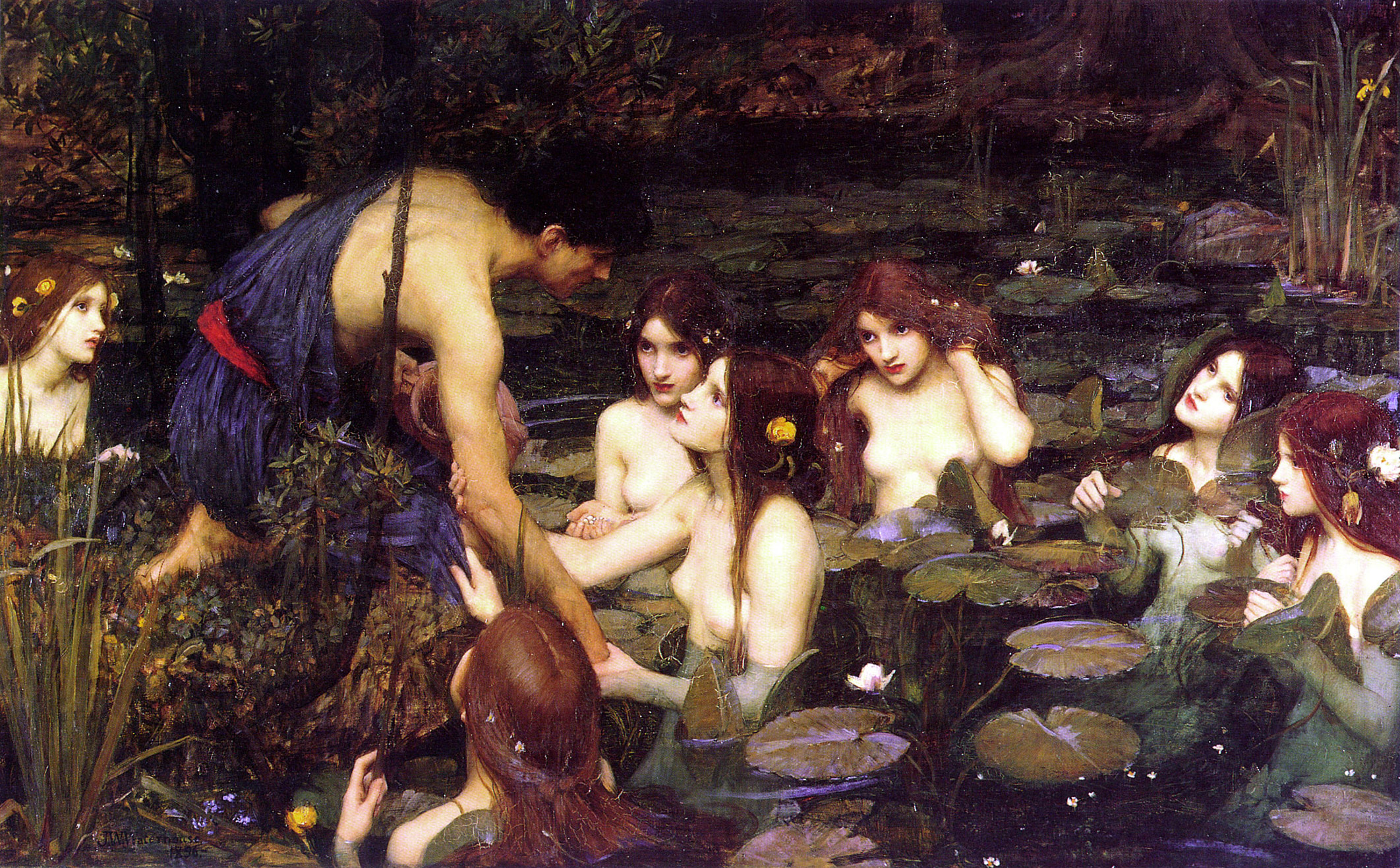
《海拉斯和水仙们》 约翰·威廉姆·沃特豪斯 1896
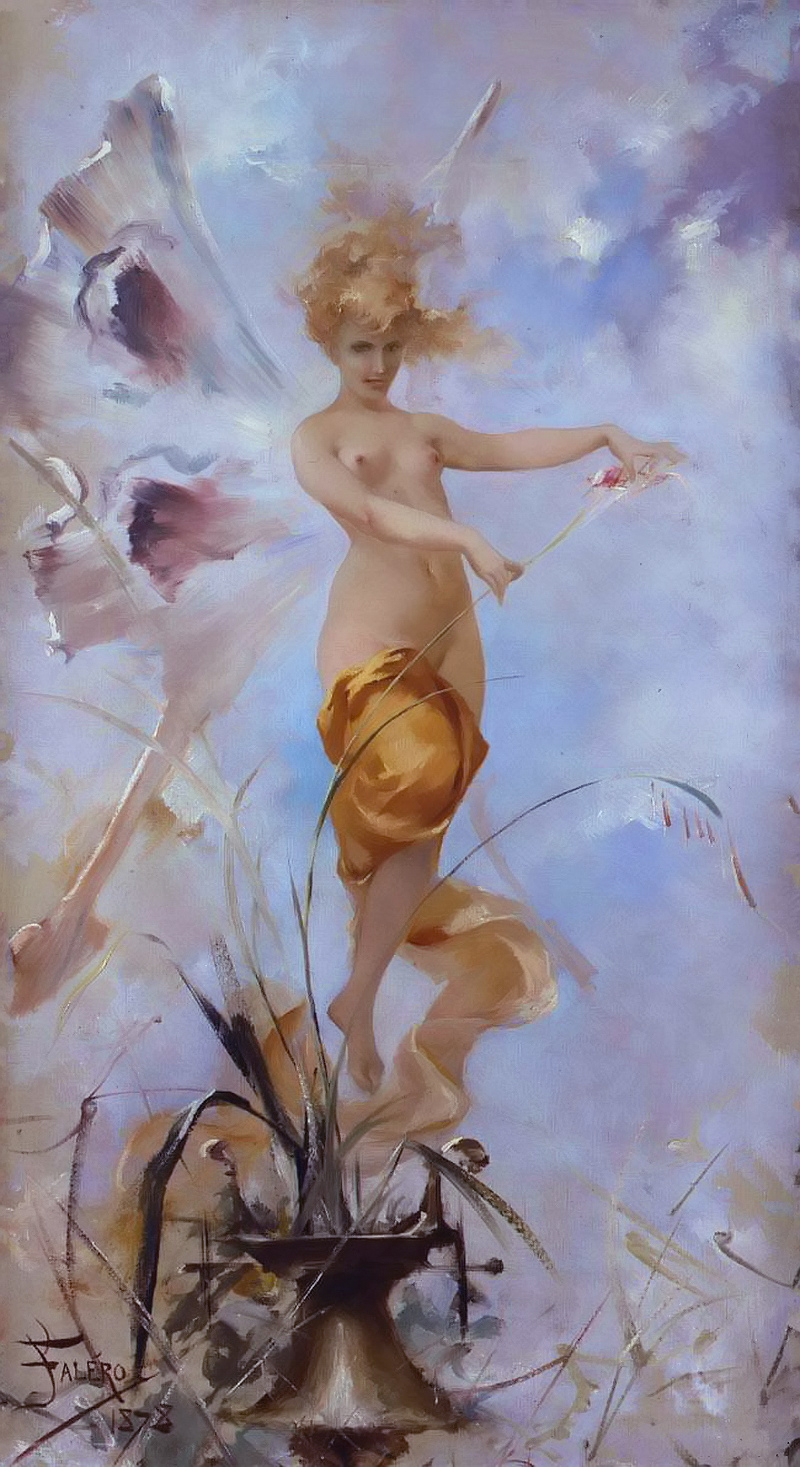
油画《宁芙》1878年
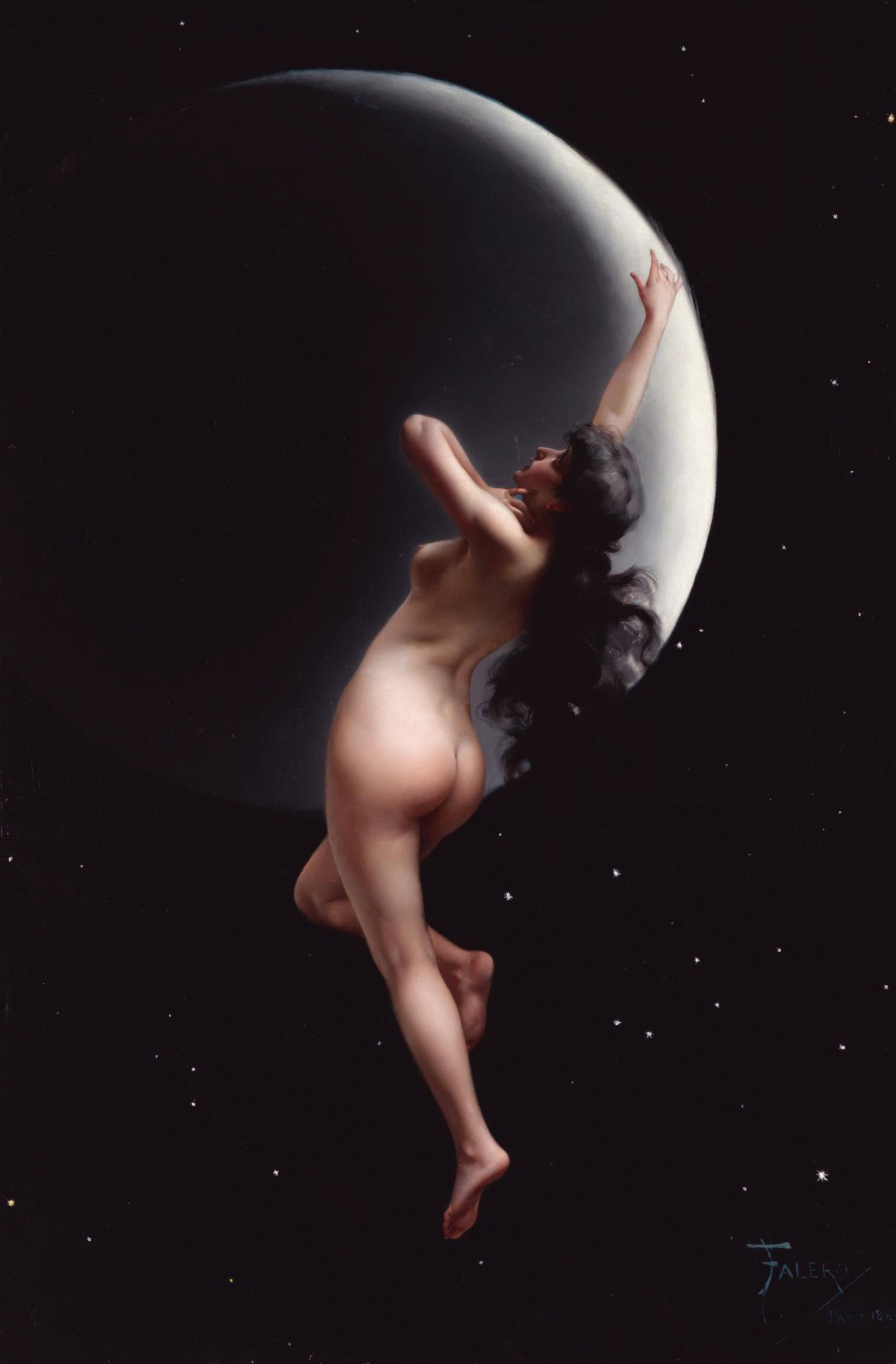
油画《月宁芙》1883年
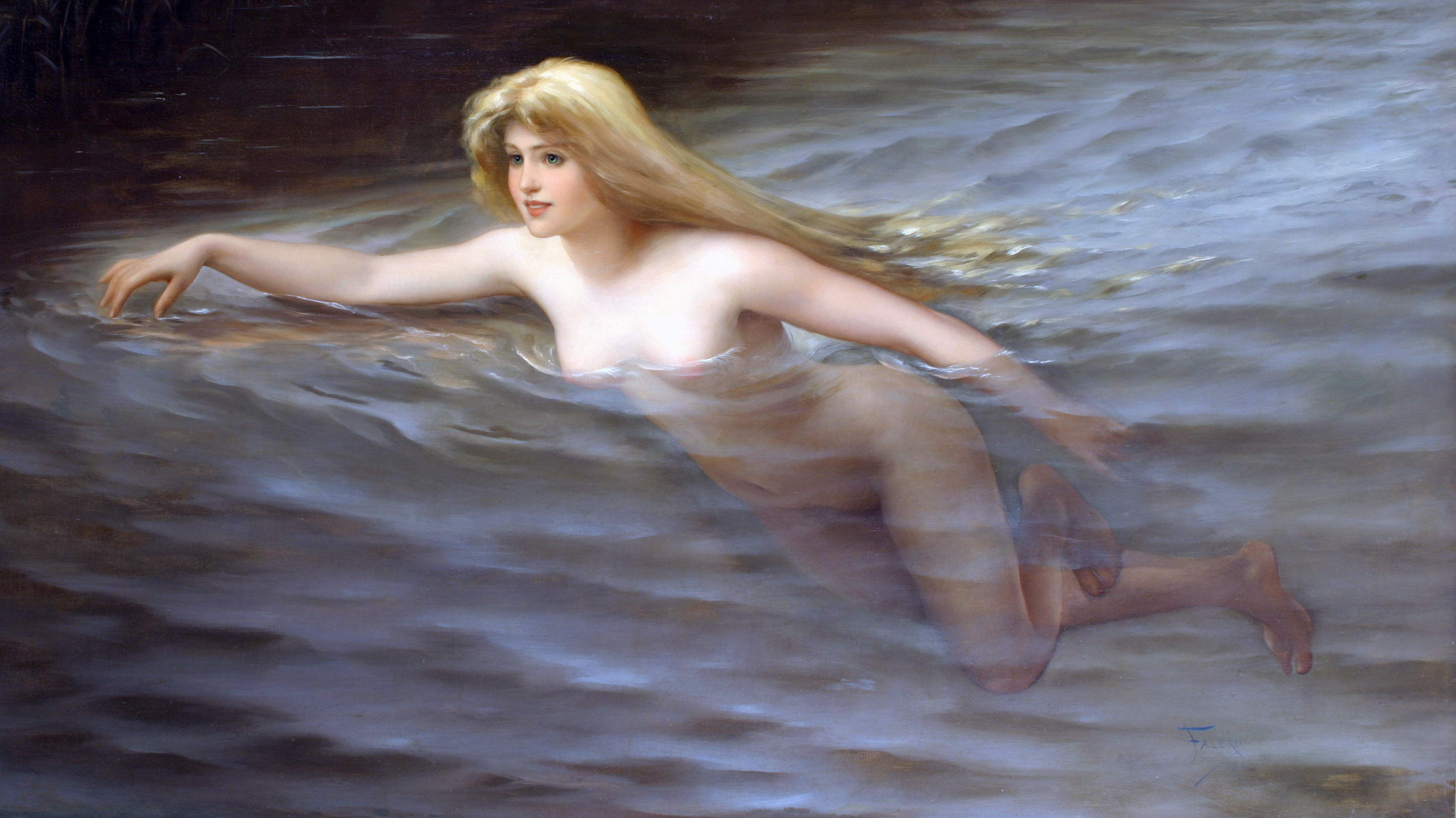
油画《水宁芙》1892年